# Мори (семейство)
Морите (Moridae) са семейство животни от разред Трескоподобни (Gadiformes).
Таксонът е описан за пръв път от Емил Моро през 1881 година.

## Родове
- Antimora
- Auchenoceros
- Eeyorius
- Eretmophorus
- Gadella
- Guttigadus
- Halargyreus
- Laemonema
- Lepidion
- Lotella
- Mora
- Notophycis
- Physiculus
- Pseudophycis
- Rhynchogadus
- Salilota
- Svetovidovia
- Tripterophycis